# Sempigny
Sempigny és un municipi francès, situat al departament de l'Oise i a la regió dels Alts de França. L'any 2007 tenia 795 habitants.

## Demografia

### Població
El 2007 la població de fet de Sempigny era de 795 persones. Hi havia 294 famílies de les quals 48 eren unipersonals (11 homes vivint sols i 37 dones vivint soles), 103 parelles sense fills, 125 parelles amb fills i 18 famílies monoparentals amb fills.
La població ha evolucionat segons el següent gràfic:
Habitants censats

### Habitatges
El 2007 hi havia 315 habitatges, 297 eren l'habitatge principal de la família, 5 eren segones residències i 14 estaven desocupats. 305 eren cases i 9 eren apartaments. Dels 297 habitatges principals, 222 estaven ocupats pels seus propietaris, 73 estaven llogats i ocupats pels llogaters i 2 estaven cedits a títol gratuït; 8 tenien dues cambres, 41 en tenien tres, 85 en tenien quatre i 163 en tenien cinc o més. 235 habitatges disposaven pel capbaix d'una plaça de pàrquing. A 135 habitatges hi havia un automòbil i a 144 n'hi havia dos o més.

### Piràmide de població
La piràmide de població per edats i sexe el 2009 era:
| Homes | Edats   | Dones |
| ----- | ------- | ----- |
| 0     | 95 o +  | 0     |
| 0     | 90 a 94 | 4     |
| 0     | 85 a 89 | 16    |
| 4     | 80 a 84 | 4     |
| 4     | 75 a 79 | 8     |
| 20    | 70 a 74 | 12    |
| 8     | 65 a 69 | 16    |
| 13    | 60 a 64 | 12    |
| 12    | 55 a 59 | 9     |
| 44    | 50 a 54 | 24    |
| 28    | 45 a 49 | 32    |
| 32    | 40 a 44 | 32    |
| 32    | 35 a 39 | 32    |
| 28    | 30 a 34 | 28    |
| 24    | 25 a 29 | 28    |
| 20    | 20 a 24 | 4     |
| 32    | 15 a 19 | 28    |
| 44    | 10 a 14 | 16    |
| 44    | 5 a 9   | 12    |
| 16    | 0 a 4   | 12    |

## Economia
El 2007 la població en edat de treballar era de 521 persones, 370 eren actives i 151 eren inactives. De les 370 persones actives 332 estaven ocupades (187 homes i 145 dones) i 38 estaven aturades (18 homes i 20 dones). De les 151 persones inactives 57 estaven jubilades, 41 estaven estudiant i 53 estaven classificades com a «altres inactius».

### Ingressos
El 2009 a Sempigny hi havia 320 unitats fiscals que integraven 871,5 persones, la mediana anual d'ingressos fiscals per persona era de 17.779 €.

### Activitats econòmiques
Dels 20 establiments que hi havia el 2007, 1 era d'una empresa de fabricació de material elèctric, 1 d'una empresa de fabricació d'elements pel transport, 1 d'una empresa de fabricació d'altres productes industrials, 4 d'empreses de construcció, 2 d'empreses de comerç i reparació d'automòbils, 1 d'una empresa de transport, 1 d'una empresa d'hostatgeria i restauració, 2 d'empreses financeres, 1 d'una empresa immobiliària, 4 d'empreses de serveis, 1 d'una entitat de l'administració pública i 1 d'una empresa classificada com a «altres activitats de serveis».
Dels 5 establiments de servei als particulars que hi havia el 2009, 1 era un paleta, 1 lampisteria, 2 empreses de construcció i 1 agència immobiliària.
L'any 2000 a Sempigny hi havia 4 explotacions agrícoles.

## Equipaments sanitaris i escolars
El 2009 hi havia una escola elemental integrada dins d'un grup escolar amb les comunes properes formant una escola dispersa.

## Poblacions més properes
El següent diagrama mostra les poblacions més properes.